# 赫利博羅布涅 (卡扎京區)
49°40′13″N 28°33′3″E / 49.67028°N 28.55083°E
赫利博羅布涅（烏克蘭語：Хліборобне），是烏克蘭的村落，位於該國西南部文尼察州，由赫米利尼克區負責管轄，始建於1780年，面積0.1平方公里，海拔高度310米，2001年人口156，人口密度每平方公里1,560人。